# Aprilia ETV 1000
L'Aprilia ETV 1000 Caponord è un modello di motocicletta enduro stradale prodotta dalla casa motociclistica italiana Aprilia dal 2001 al 2017.

## La prima serie
Nel 2001 Aprilia lancia su strada la prima serie di questa moto, che durerà fino al 2003, sfruttando il proprio know how nella progettazione dei telai, maturata negli anni in particolare nelle classi del Motomondiale Classe 125 e 250 permette ad Aprilia di progettare un telaio doppio trave laterale curvato e inclinato, ossia un telaio perimetrale costituito da un doppio trave a geometria variabile in lega di alluminio e magnesio su cui poggia un telaietto reggisella smontabile in acciaio.
Il cannotto di sterzo in pressofusione, è saldato al telaio e sorregge la forcella anteriore da 50mm della Marzocchi caratterizzata da una escursione di 175 mm, mentre il forcellone posteriore è in lega di alluminio e magnesio, con corpo centrale fuso a conchiglia, bracci estrusi e terminali forgiati, è munito di sospensione pluriregolabile Sachs, con biellismo progressivo con escursione di 185 mm.
La Caponord è equipaggiata di serie con pneumatici tubeless montati su cerchi a raggi di tipo tangenziale che in concomitante presenza di mozzi cavi dotati di perni di grande diametro hanno un'elevata rigidità torsionale.
Per quanto riguarda il motore, questo è realizzato sempre dell'austriaca Rotax in collaborazione con Aprilia: il bicilindrico (V60 da 998cc) è quello già in uso sulle sorelle RSV, Tuono, Futura e Falco, ma rivisto in molti particolari, così come il cambio, modificato per essere più robusto, inoltre rispetta la normativa Euro I.
Per quanto riguarda la linea, viene dettata da un approfondito esame aerodinamico delle sovrastrutture nella ricerca di garantire il miglior comfort di marcia.

## La seconda serie
La seconda serie della ETV vede il debutto con annesso il restyling solo nel 2004; a prima vista appare evidente la modifica della parte anteriore, gli indicatori di direzione integrati nella carenatura danno spazio a nuove frecce con profilo a goccia con vetrino trasparente.

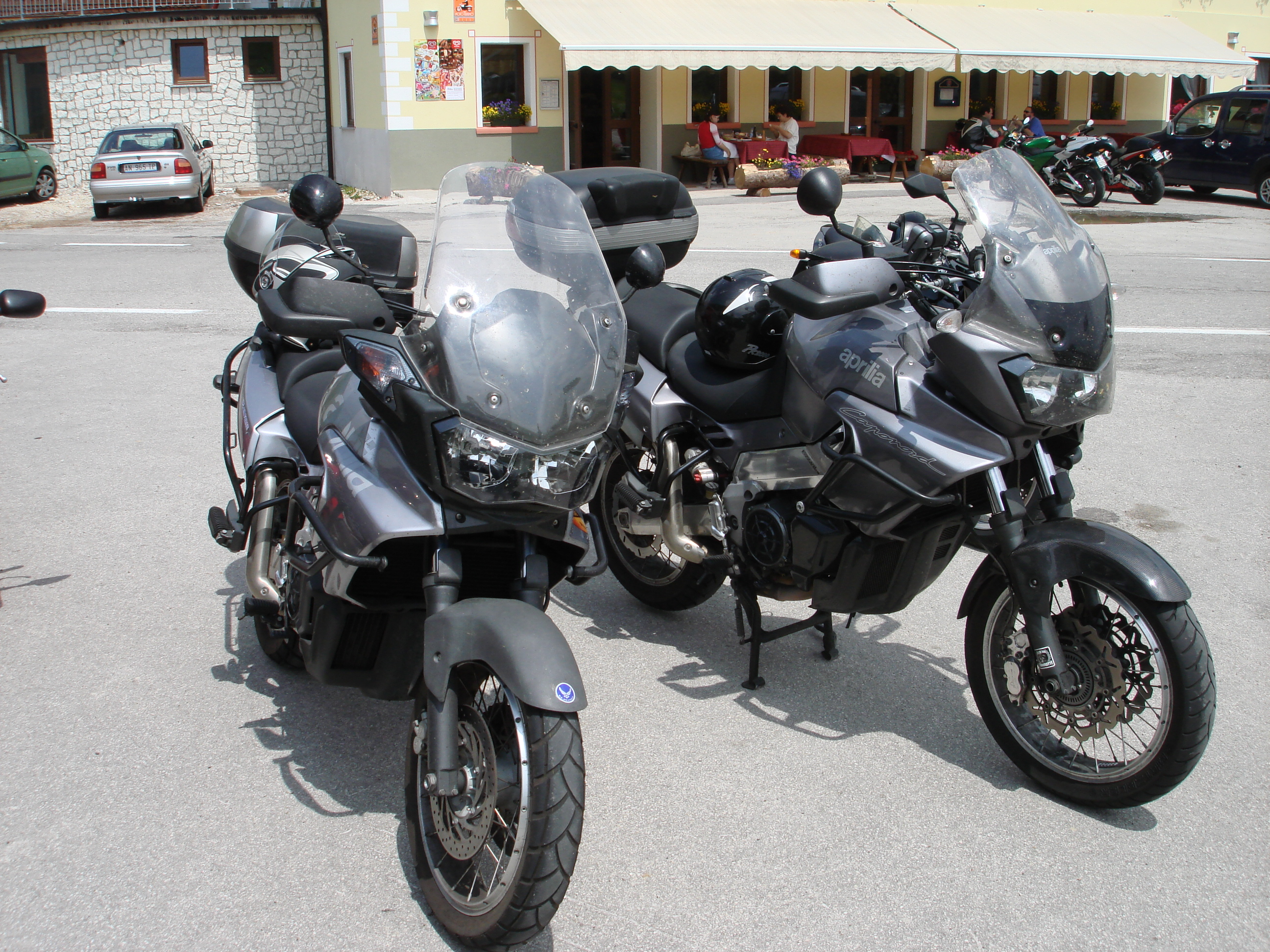
Le due serie di Aprilia Caponord

Cambiano anche alcuni componenti interni, innanzitutto la mappatura del Rotax V60 da 998cc diventa più fruibile e accondiscendente verso regimi di rotazione più bassi nonostante l'architettura intrinseca del motore austriaco non possa scendere a troppi compromessi.
Elemento in parte rivisto è stato invece il regolatore di tensione. Dopo che nelle prime versioni era stato riscontrato un cablaggio dal calibro troppo esiguo, la nuova versione presenta una cavetteria di più alta resistenza, che purtroppo, da sola, non ha però completamente sortito gli effetti sperati.
Il regolatore di 1° equipaggiamento infatti, su entrambe le versioni, si è rivelato sempre quale elemento di scarsa affidabilità, tanto che la gran parte degli utilizzatori di queste moto ha comunque optato per l'adozione di un componente aftermarket (Shindegen) dotato di tecnologia mosfet più moderna e senz'altro più idoneo ad evitare grattacapi su un mezzo nato con l'obiettivo di macinare chilometri.
Diversi tra le due versioni anche alcuni particolari come le protezioni ai lati dei silenziatori, prima nere ora in alluminio naturale satinato e la conformazione del cavalletto centrale (offerto sempre come optional) che nella prima serie tendeva a toccare terra nelle pieghe più spinte.
Anche il telaio risulta leggermente ritoccato nella versione ABS, con l'aggiunta di minime, ma determinanti nervature di rinforzo in zona pedane.
La struttura anteriore rimane la medesima, forcelle Marzocchi da 50 mm, ma le molle vengono sostituite con altre di tipo progressivo.
Il monoammortizzatore posteriore rimane anche in questo caso il Sachs a cui viene riprogettato il sistema di regolazione sul precarico, mantenendo comunque l'effetto progressivo della sospensione.
Sotto la sella pilota viene aggiunta una guaina isolante estraibile in gomma in grado di evitare l'eccessivo riscaldamento della sella soprattutto nel periodo estivo e durante le lunghe soste ai semafori nella guida urbana.
Eliminati anche, rispetto alla 1ª serie, i due piccoli deflettori d'aria posti ai lati del cupolino.
A partire dal 2004 la moto viene commercializzata con sistema ABS di serie, disinseribile tramite un pulsante posto sulla destra del cruscotto.
Esso è il frutto della collaborazione tra Brembo e Bosch e caratterizzato da doppi sensori, che contemporaneamente leggono la rotazione di entrambe le ruote: nel caso di bloccaggio di una delle ruote per perdita di aderenza, la pompa/centralina ABS (posta davanti al monoammortizzatore e con circuiti sdoppiati ed indipendenti) può intervenire modulando la pressione in maniera differenziata sulle due ruote. Il reparto freni è costituito da due dischi da 300 mm all'anteriore (semi-flottanti nella sola versione ABS della moto) e da un disco singolo da 280 mm al posteriore (anch'esso semi-flottante nella moto in versione ABS). In quest'ultimo caso, l'impianto frenante prevede tubi in treccia metallica, mentre nella moto 1ª serie le tubazioni sono più tradizionali (ma comunque reclamizzate dal produttore come di qualità superiore).
Il sistema ABS è comunque disinseribile nel caso di guida su terreni accidentati come ghiaia, sabbia e fango, dove il controllo della moto ed il suo arresto sarebbero pregiudicati dall'intervento del sistema antibloccaggio.
Inoltre questa seconda serie viene omologata Euro II.

### ETV 1200 Caponord
Nel 2013 è stata lanciata la versione 1200 della Caponord. È dotata di un propulsore bicilindrico a V di 90° da 125 cv di potenza e del sistema elettronico Aprilia Dynamic Damping, che permette al mezzo di regolare dinamicamente le sospensioni in base al carico e al tipo di terreno e di andatura. È stato inoltre installato il Ride-By-Wire che permette di impostare il motore nelle opzioni Touring, Sport e Rain in base alle esigenze del pilota. L'alimentazione è costituita da due corpi farfallati e due doppi iniettori multiholesper abbinati ad un'accensione tipo Twin Spark con pipette di tipo Stick-coil. Il moto viene trasmesso dal propulsore alla ruota attraverso la trasmissione finale a catena, mentre la parte elettronica viene alimentata da un generatore dotato di una potenza di 690 Watt. Il telaio è realizzato in tubi d'acciaio. L'impianto frenante adotta ABS e freni Brembo con doppi dischi flottanti da 320 mm nella sezione anteriore con morsi da due pinze monoblocco a 4 pistoncini e attacco radiale, mentre nel retrotreno si trovano un disco da 240 mm e una pinza flottante a singolo pistoncino.

## La strumentazione e i comandi
I comandi sono di tipo classico facilmente raggiungibili senza togliere le mani dalle manopole che vengono protette da paramani a tutta fascia di serie.
Il cruscotto, a sfondo blu con tre diversi gradi di luminosità, è diviso in tre zone, sulla sinistra il tachimetro, il contachilometri totale e parziale, al centro il contagiri con ben evidente la spia verde della folle mentre sulla destra compare il display multifunzione indicante la temperatura del liquido di raffreddamento, la temperatura atmosferica, l'ora e la benzina ancora disponibile sotto forma di torta a spicchi. Il display ha anche funzione di diagnostica che mediante diversi codici numerici indica la presenza di un malfunzionamento.
Sull'apice del cruscotto sono presenti le spie della pressione dell'olio, del cavalletto laterale aperto e della diagnostica del motore.
Al momento di girare la chiave viene effettuato un controllo generale che viene evidenziato dall'illuminazione di tutte le spie.

## In movimento
Il peso elevato della moto (238 kg) può creare imbarazzo nelle manovre da fermo e sino a 10–15 km/h dopodiché influisce in maniera molto minore.
I piedi del pilota appoggiano sulle larghe pedane ricoperte di gomma antisdrucciolo e le ginocchia si accomodano nelle ampie anse del serbatoio dalla capienza di 25 litri di benzina, la sella è ampia e incavata.
Il passeggero trova alloggio su una sella con seduta a diversa altezza rispetto a quella del pilota e ha a disposizione delle ampie maniglie d'appiglio.
La frizione è dotata di sistema idraulico e della possibilità di regolare la distanza della leva in base alle proprie esigenza (anche quella del freno è regolabile). La frizione è inoltre dotata di dispositivo antisaltellamento. Il motore è previsto principalmente per regimi di rotazione superiori ai 3.000 giri al minuto, cosa che si fa notare nell'uso cittadino.
L'ETV sembra maggiormente destinato alle lunghe maratone autostradali e ai curvoni veloci.
L'autonomia può raggiungere e superare i 350 chilometri.
Oltre all'abitabilità per pilota e passeggero, il Caponord offre una possibilità di carico che può arrivare fino a 130 litri grazie al baule centrale (che può ospitare 2 caschi integrali) e le due valigie laterali rigide a goccia. Possibilità che può oltremodo aumentare mediante una classica borsa da serbatoio che può essere montata mediante cinghie.
L'illuminazione notturna è garantita dal faro a doppia parabola, ciascuna dotata di lampada alogena H4.